# Central Sindical Independiente y de Funcionarios
Central Sindical Independiente y de Funcionarios (CSIF) es un sindicato independiente español. Se autodefine como sindicato "profesional e independiente", en oposición a los sindicatos de clase. Su fin social se limita a la representación y defensa de los intereses profesionales de los empleados, sean públicos o del sector privado. CSIF no está vinculado a organizaciones extrasindicales ni partidos políticos y no defiende una ideología política concreta. La Central Sindical Independiente y de funcionarios (CSIF) está integrada en la Confederación Europea de Sindicatos Independientes (CESI).
Con implantación tanto en la Administración Pública de España como en la empresa privada, es la primera fuerza sindical en la Administración General del Estado y la segunda fuerza sindical si se tiene en cuenta la administración pública autonómica y local. Cuenta con una presencia cada vez mayor en el sector privado, siendo la cuarta fuerza sindical de ámbito nacional español.

## Principios y fines de CSIF
Según sus Estatutos, los Principios y fines de CSIF son los siguientes:
Artículo 5º Principios.
CSIF responde en su concepción, organización y funcionamiento a principios democráticos y se declara independiente de cualquier grupo político, económico o de otra naturaleza, Su organización, funcionamiento y actuaciones responderán a los siguientes principios:
a) Respeto a la Constitución
b) Apoyo a las Directrices y Convenios de la Organización Internacional del Trabajo (O.I.T.)
c) Adhesión a la Declaración Universal de los Derechos Humanos, a la Carta Social Europea y a todos los derechos e intereses de los trabajadores.
d) La defensa de los intereses profesionales y sindicales de sus afiliados.
e) El ejercicio de la democracia, de la libertad de opinión y expresión de sus afiliados, el respeto a la legislación vigente, a la imagen de CSIF y de sus órganos de gobierno.
f) La unidad y expansión del Sindicalismo Independiente y Profesional.
g) El rechazo a cualquier acto de violencia o coacción contra la libertad y los derechos del trabajador.
h) La promoción del efectivo desarrollo de la igualdad de oportunidades, reprobando de manera expresa toda discriminación que por razón de sexo, nacimiento, raza, religión, opinión o cualquier otra condición o circunstancia personal o social pudiera producirse.
Artículo 6º. Fines.
1. Son fines de CSIF:
a) Representar y defender a los trabajadores ante las empresas, administraciones, tribunales y otros organismos, con la amplitud y medios que se requieran.
b) Demandar una política orientada al pleno empleo y defender el derecho al trabajo.
c) Defender y fomentar los Intereses profesionales, generales o específicos, de los trabajadores; los sistemas de promoción basados en la capacidad, formación, méritos y responsabilidad; unas condiciones dignas de trabajo; unas pensiones suficientes y unos regímenes de asistencia social justos.
d) El ejercicio de los derechos de reunión, expresión, manifestación pública y huelga, en la forma prevista en la Constitución y Leyes que la desarrollan.
e) Promover el desarrollo de la acción y asistencia social de los trabajadores.
f) Velar por la dignidad, integridad y seguridad laboral de sus afiliados. No permitir que éstos, cualquiera que sea la actividad sindical que ejerzan, sean objeto de discriminación ni merma alguno de sus derechos por pertenecer o defender los principios de CSIF.
g) Promover la Formación Continua en el ámbito profesional y sindical mediante cursos, seminarios, jornadas y otras actividades.
h) Facilitar la formación cultural de sus afiliados.
i) Fomentar la presencia institucional y social en los distintos foros de debate sociolaboral.
j) Todos los que establezcan sus órganos de gobierno dentro de sus respectivas competencias y que no sean contrarios a derecho.

## Historia
Su origen hay que situarlo en la voluntad de 24 asociaciones profesionales de España por confederarse al margen de los sindicatos tradicionales.
Fue fundada el 29 de diciembre de 1977 e inscrita el 24 de enero de 1978 con el nombre de Confederación Sindical de Funcionarios
(CSF).
Su primer presidente fue Andrés Borderías Martín, que fue elegido en la Asamblea General el 25 de octubre de 1978. Desempeñó el cargo hasta 1986. Le suceden José Luis Alemany (1986-1993), Antonio Corrales (1993-1995), Domingo Fernández (1995-2011) y Miguel Borra Izquierdo (desde 2011).
A lo largo de la existencia de la CSIF podemos diferenciar 4 etapas:
- 1977-1979: Confederación Sindical de Funcionarios (CSF)
- 1979-1991: Confederación Sindical Independiente de Funcionarios (CSIF).
- 1991-2000: Confederación de Sindicatos Independientes y Sindical de Funcionarios (CSI-CSIF).
- Marzo de 2000-actualidad: Central Sindical Independiente y de Funcionarios (CSIF)

La etapa actual se inicia con el Congreso de Valencia (29 de febrero-2 de marzo de 2000). En este congreso se moderniza la acción sindical y la propia estructura de CSI-CSIF, creando uniones autonómicas con capacidad de gestión propia.

## Organización

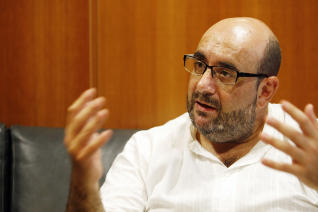
Miguel Borra Izquierdo, es el actual Presidente de CSIF

Desde su fundación, CSIF está organizada internamente como una Central Sindical con 19 uniones autonómicas presente en todas las comunidades autónomas españolas y estructurada en 11 sectores nacionales.
El órgano principal de dirección de CSIF es el Congreso Nacional, que se reúne de forma ordinaria cada cuatro años, y está compuesto por delegados representantes de las Uniones Autonómicas y provinciales, y de los sectores nacionales.
El Comité Ejecutivo Nacional es la dirección del sindicato.

## Estructura Organizativa

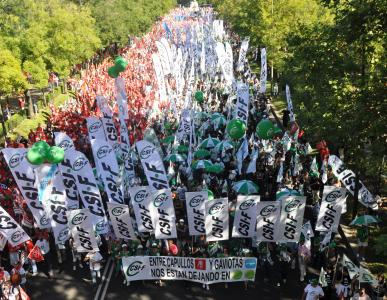
Manifestación conjunta con amplio seguimiento de militantes de CSIF

La estructura organizativa de CSIF está compuesta por 19 uniones autonómicas miembros del Consejo Sindical Nacional, y está presente en todas las comunidades autónomas de España
- CSIF Unión Autonómica de Andalucía
- CSIF Unión Autonómica de Aragón
- CSIF Unión Autonómica de Baleares
- CSIF Unión Autonómica de Canarias
- CSIF Unión Autonómica de Cantabria
- CSIF Unión Autonómica de Castilla y León
- CSIF Unión Autonómica de Castilla-La Mancha
- CSIF Unión Autonómica de Cataluña
- CSIF Unión Autonómica de Ceuta
- CSIF Unión Autonómica de Comunidad de Madrid
- CSIF Unión Autonómica de Comunidad Valenciana
- CSIF Unión Autonómica de Extremadura
- CSIF Unión Autonómica de Galicia
- CSIF Unión Autonómica de La Rioja
- CSIF Unión Autonómica de Melilla
- CSIF Unión Autonómica de Navarra
- CSIF Unión Autonómica de Euskadi
- CSIF Unión Autonómica de Principado de Asturias
- CSIF Unión Autonómica de Región de Murcia

## Congresos y etapas de CSIF

### 1º.- Etapa de la Confederación Sindical de Funcionarios (CSF)
- Reunión Fundacional (Madrid 29 de diciembre de 1977).
- Asamblea (Madrid 26 junio y 25 de octubre de 1978). Es elegido Andrés Borderías Martín presidente del sindicato.[9]
- Congreso Unificación (Madrid 4 y 5 de junio de 1979). Se aprueba el nombre del nuevo sindicato (CSIF) y los estatutos de la agrupación juvenil.
- Congreso Extraordinario (Madrid 10 de julio de 1979). Adhesión a la Unión Sindical Europea de Jóvenes Funcionarios (EBJ)

### 2º.- Etapa de la Confederación Sindical Independiente de Funcionarios. (CSIF)
- Congreso Confederal (Madrid 1, 2 y 3 de octubre de 1982). Es reelegido Andrés Borderías como presidente
- Congreso General (Madrid 6 de octubre de 1984). Se integra en la Confederación de Sindicatos Independientes y es reelegido Andrés Borderías.
- Congreso General Extraordinario (El Espinal, Segovia 13, 14 y 15 de junio de 1986). Es elegido José Luis Alemany López como presidente.
- V Congreso General (Barcelona 10, 11 y 12 de junio de 1988). Es reelegido José Luis Almenay como presidente[10]
- Congreso Extraordinario (Roquetas de Mar, Almería 19 de enero de 1993). Se modifican los estatutos del sindicato.
- Congreso General (Madrid 26 de febrero de 1997). Se realiza una modificación parcial de los estatutos.

### 3º.- Etapa de la Confederación Sindical Independiente y Sindical de Funcionarios. (CSI-CSIF)
- I Congreso Constituyente (Madrid 19, 20 y 21 de junio de 1991). Es reelegido José Luis Alemany como presidente.[11]
- II Congreso Extraordinario (Santander 1, 2 y 3 de abril de 1993). Es elegido Antonio Corrales Mayoral como presidente
- III Congreso Nacional (Toledo 29 y 30 de noviembre de 1995). Se modifican parcialmente los estatutos y es elegido Domingo Fernández Veiguela como presidente.[12]
- IV Congreso General Nacional (Madrid 8 de julio de 1999). Se establece una nuestra estructura en el área nacional de Acción Sindical y es reelegido Domingo Fernández Veiguela como presidente

### 4º.- Etapa de la Central Sindical Independiente y de Funcionarios. (CSIF)
- V Congreso General Extraordinario (Valencia 29 febrero, 1 y 2 de marzo de 2000). Con el lema "Unidos, avanzamos", se modifican los estatutos de CSI-CSIF
- VI Congreso Extraordinario (5 y 6 de julio de 2007). Zaragoza. Dommingo Fernández es reelegido presidente.[13][14]
- VII Congreso Extraordinario (30 de noviembre de 2011). Madrid. Bajo el lema "Construyendo el futuro", el elegido Miguel Borra presidente
- VIII Congreso Nacional General  ( 1 de octubre de 2015) Cáceres. Es reelegido como presidente Miguel Borra.[15][16][17]
- II Congreso del Sector Nacional de AGE (26 de noviembre de 2019) Madrid.

## Presidentes

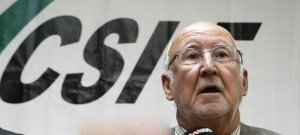
Domingo Fernández Veiguela, Presidente de Honor de CSIF desde noviembre de 2010-2017

| Presidentes                   | Mandato   |
| ----------------------------- | --------- |
| Andrés Borderías Martín       | 1978-1986 |
| José Luis Alemany             | 1986-1993 |
| Oscar González Soto           | 1993-1993 |
| Antonio Corrales              | 1993-1995 |
| Domingo Fernández de Veiguela | 1995-2011 |
| Miguel Borra Izquierdo        | 2011-     |